# Ibalonius lomani
Ibalonius lomani is een hooiwagen uit de familie Podoctidae. De originele naamcombinatie (protoniem) was Ibalonius lomani Hirst, 1911. Een volgende naamrecombinatie werd gepubliceerd als Mesoceras lomani (Hirst, 1911) in Roewer 1912, later vervolgens gewijzigd als Dimesoceras lomani (Hirst, 1911) in  Roewer 1949, maar werd vervolgens teruggedraaid.